# Józef Kapica
Józef Kapica (ur. 21 września 1906 w Miedźnej, zm. 22 czerwca 2002) – polski działacz oświatowy na emigracji, w czasie II wojny światowej żołnierz Samodzielnej Brygady Strzelców Karpackich i 3 Dywizji Strzelców Karpackich, kierownik ministerstwa wyznań religijnych, oświaty i kultury w emigracyjnym rządzie Antoniego Pająka (1959–1961).

## Życiorys
W 1925 ukończył gimnazjum w Pszczynie, następnie studiował germanistykę na Wydziale Filozoficznym Uniwersytetu Jagiellońskiego. Po ukończeniu studiów pracował na macierzystej uczelni jako asystent. Na stopień podporucznika został mianowany ze starszeństwem z 1 stycznia 1933 i 454. lokatą, a na stopień porucznika ze starszeństwem z 1 stycznia 1938 i 82. lokatąw korpusie oficerów rezerwy piechoty. W 1934 posiadał przydział w rezerwie do 3 Pułku Strzelców Podhalańskich w Bielsku.
Zmobilizowany w związku z wybuchem II wojny światowej, został internowany na Węgrzech, skąd w 1940 przedostał się do Syrii i wstąpił w szeregi Samodzielnej Brygady Strzelców Karpackich. Walczył pod Tobrukiem i Gazalą. Następnie służył jako oficer oświatowy w Referacie Kultury i Oświaty 3 Dywizji Strzelców Karpackich, od 1943 był komendantem Dywizyjnego Kursu Gimnazjalnego, a po zakończeniu II wojny światowej dyrektorem Gimnazjum i Liceum 3 DSK. 

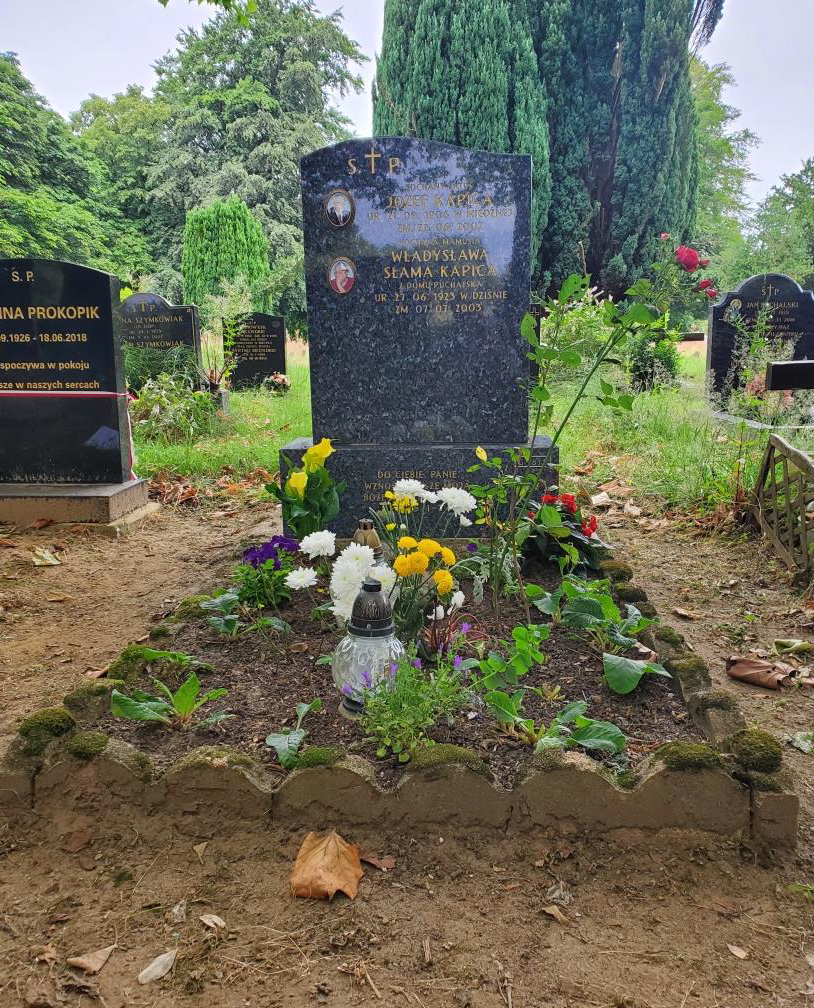
Grób Józefa Kapicy

Po demobilizacji (w stopniu kapitana) pozostał na emigracji w Wielkiej Brytanii, pracował w oświacie, był kierownikiem oświaty pozaszkolnej w hostelach dla ludności polskiej, uczył także w polskich szkołach sobotnich w Rochdale i Oldham. Był także członkiem Zrzeszenia Nauczycielstwa Polskiego Zagranicą, w tym od 1949 zastępcą członka zarządu, w latach 1951–1953 przewodniczącym Komisji Rewizyjnej, od 1954 ponownie zastępcą członka zarządu, od 1957 przewodniczącym sądu koleżeńskiego, od lutego 1959 członkiem zarządu ZNPZ. 8 września 1959 został kierownikiem ministerstwa wyznań religijnych, oświaty i kultury w drugim rządzie Antoniego Pająka, w miejsce zmarłego Stanisława Dołęgi-Modrzewskiego. W 1960 przeszedł na emeryturę. 
Zmarł 22 czerwca 2002 roku i został pochowany na cmentarzu St Andrew Bobola RC Polish Church (Stare columbarium, postument 1, strona wschodnia).

## Publikacje
- Serconauci. Wiersze i inscenizacje (1971)